# Юзовский, Михаил Иосифович
Михаил Иосифович Юзовский (5 мая 1940, Москва — 24 ноября 2016, там же) — советский кинорежиссёр и театровед; сын литературоведа и театрального критика Иосифа Юзовского. Заслуженный деятель искусств Российской Федерации (1998).

## Биография
В 1957—1958 годах — литературный секретарь и корреспондент журнала «Театр».
В 1968 году окончил режиссёрский факультет ВГИКа (мастерская Ефима Дзигана и Бориса Иванова).
С 1968 года — режиссёр Киностудии имени М. Горького, автор фильмов для детей.
В 1975—1980 годах снимал сюжеты для детского киножурнала «Ералаш».
Член Правления Киностудии имени М. Горького.
Скончался 24 ноября 2016 года на 77-м году жизни. Похоронен на Новодевичьем кладбище.

### Семья
Сын — актёр Мичислав Юзовский. Неоднократно снимался в фильмах отца (преимущественно в эпизодических ролях).

## Награды и звания
- 1998 г. — Заслуженный деятель искусств Российской Федерации — за заслуги в области искусства[3]
- 2011 г. — Орден Дружбы — за заслуги в развитии отечественной культуры и искусства, многолетнюю плодотворную деятельность[4]

## Фильмография

### Режиссёрские работы
- 1967 — На два часа раньше
- 1968 — Полчаса на чудеса
- 1970 — Тайна железной двери
- 1974 — Засекреченный город
- 1974 — Ералаш — выпуск № 2, сюжет «Гостеприимство»
- 1976 — Ералаш — выпуск № 8, сюжеты «Футбольный мяч» и «Аксиома»
- 1981 — Емелино горе
- 1982 — Там, на неведомых дорожках…
- 1985 — После дождичка в четверг
- 1988 — Раз, два — горе не беда!
- 1995 — Маша и звери

### Киносценарии
- 1995 — Маша и звери